# 懸崖效應
悬崖效应（英語：Cliff Effect），或稱砖墙效應（Brickwall Effect），在电信领域中是指接收数字信号卻突然损失的现象。該種信号与模拟信号不同，在信号强度降低、电磁干扰增加或多径增加时，模拟信号的接收质量逐渐降低；相反，数字信号只能是完全可接收，或是完全不可接收的。在数字信号的接收质量-信号质量图像中，曲线像是“跌下了悬崖”而不是一个逐渐衰减的过程。
該術語在經濟學也指一個与此相關的現象。

## 廣播

### 數碼電視
數位电视廣播也有“悬崖效应”，即接收地点距离发射台愈远时，接收讯号愈弱，因數碼量化以及畫面位元率不足導致產生馬賽克現象，且遇到接收不良時會出現起格、定格甚至沒有訊號的情況。

### 數位無線電
混合數位模式電臺廣播，僅在美國正式使用，是一個被設計為有類比回退的系統。接收機被設計為立即將信號切換為類比信號，在數碼上缺失了“鎖”，但要調諧站在混合數位模式運行。在未來的全數位模式中，是沒有類比信號回退到數位懸崖的邊緣的。這僅適用於主管道的同時聯播，而不是任何通道，因為他們沒有什麼可被回退。電臺的廣播工程師必須確保音訊信號在類比和數位信號之間同步，否則懸崖效應將會導致廣播節目稍向前或向後的波動。

## 其他應用

### 經濟學
在经济学中，悬崖效应是一种正向反馈循环，主要用于描述对银行投资组合进行信用风险评估时，降低单个证券的信用评级而可能导致的一系列不成比例（放大）的连锁效应。例如，信用评级机构预期银行某项投资的信用风险上升，就会对其下调信用评级，最終导致银行为达到国家规定的资本要求，而将面临额外的资本筹集费用的後果。特別是在次贷危机期间，由于多数投资的评级大幅下降，银行無法不补充大量资本，因其在最需動用资本以应对高额损失的时期，还要承担更高的筹资费用，而将导致银行财务状况的进一步恶化，信用评级因此会隨之继续下降，从而进入一种恶性循环。而将这种由外部评级引发的亲周期性现象称为悬崖效应。